# Estação Ferroviária de Reguengos de Monsaraz
A Estação Ferroviária de Reguengos de Monsaraz foi uma interface do Ramal de Reguengos, que servia a localidade de Reguengos de Monsaraz, no distrito de Évora, em Portugal. A estação tinha um ramal, denominado de Reguengos - EPAC.

## História

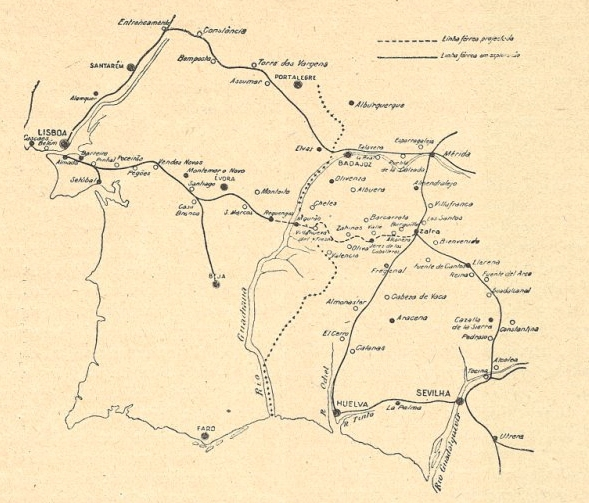
Projecto para o caminho de ferro entre Reguengos e Zafra.

### Planeamento e construção
Em 1884, uma comissão técnica luso-espanhola apresentou um projecto para a ligação ferroviária entre Évora e Zafra, passando por Reguengos de Monsaraz, e por Mourão ou Cheles.. no entanto, esta proposta foi rejeitada, devido à oposição das autoridades militares.
Assim, no Plano da Rede Ferroviária ao Sul do Tejo, elaborado em 1899 e publicado oficialmente num decreto de 1902, a linha até Zafra foi substituída pela Linha do Guadiana, que acompanhava o vale do Rio Guadiana totalmente em território nacional. Este caminho de ferro tinha o seu início em Évora, passava por Mourão ou Reguengos de Monsaraz, e depois unia-se em Moura à Linha do Sueste; o troço entre Moura e Pias seria comum às duas linhas, e continuaria para Sul, a partir de Pias, até Pomarão, passando por Serpa ou Aldeia Nova de São Bento. Em Pomarão, iria ligar-se com a Linha do Baixo Alentejo, que se iria iniciar na Linha do Sul, em Garvão ou Casével. A Linha do Guadiana era uma das mais importantes, porque iria facilitar o transporte dos produtos mineiros e agrícolas daquela zona do Alentejo, sendo o troço entre Évora a Reguengos de Monsaraz considerado o mais prioritário, uma vez que a sua instalação seria pouco dispendiosa e de rendimento previsível.
O financiamento para a construção das várias ligações planeadas para a região Sul de Portugal, incluindo a Linha do Guadiana, ficaria a cargo do fundo especial dos Caminhos de Ferro do Estado, que iria ser expandido com os resultados de exploração das linhas, à medida que fossem entrando ao serviço. Com efeito, por iniciativa do Conde de Paçô Vieira,Ministro das Obras Públicas, Comércio e Indústria, o Conde de Paçô Vieira, o governo foi autorizado a despender 6.500.000.000 réis pelo fundo especial, na construção de vários caminhos de ferro, incluindo o troço entre Évora e Reguengos.
Uma lei de 24 de Abril de 1903 ordenou a construção do troço entre Évora e Reguengos de Monsaraz, enquanto que a realização dos correspondentes estudos foi assegurada por uma portaria de 19 de Janeiro de 1904. Em 1909, a Câmara Municipal de Reguengos foi autorizada a fazer um empréstimo, de forma a construir este caminho de ferro, e um decreto de 27 de Janeiro de 1912 voltou a autorizar a autarquia a contrair um empréstimo, no valor de 500.000 escudos, para financiar este projecto. As obras iniciaram-se em 15 de Dezembro do ano seguinte, tendo o sindicato agrícola auxiliado com as expropriações. A lei n.º 731, de 11 de Junho, ordenou que o estado deveria fazer um empréstimo de 150.000 escudos, para financiar a conclusão da Linha de Évora a Reguengos, e para pagar o empréstimo que a Câmara Municipal realizou em 1912; os decretos 3939 e 4865, publicados correspondentemente em 16 de Março e 30 de Setembro de 1918, autorizaram o conselho de administração dos Caminhos de Ferro do Estado a realizar um empréstimo com a Caixa Geral de Depósitos e Instituições de Previdência, para distratar o empréstimo da autarquia, e o decreto 4811, datado de 31 de Agosto, autorizou o Director Geral dos Transportes Terrestres a realizar um outro empréstimo, para continuar as obras em várias linhas, incluindo a de Reguengos.
No Diário do Governo de 23 de Setembro de 1926, 2.ª série, foi publicada uma portaria que aprovou o projecto e o correspondente orçamento para a construção do edifício desta estação, as retretes e uma casa anexa para os funcionários.

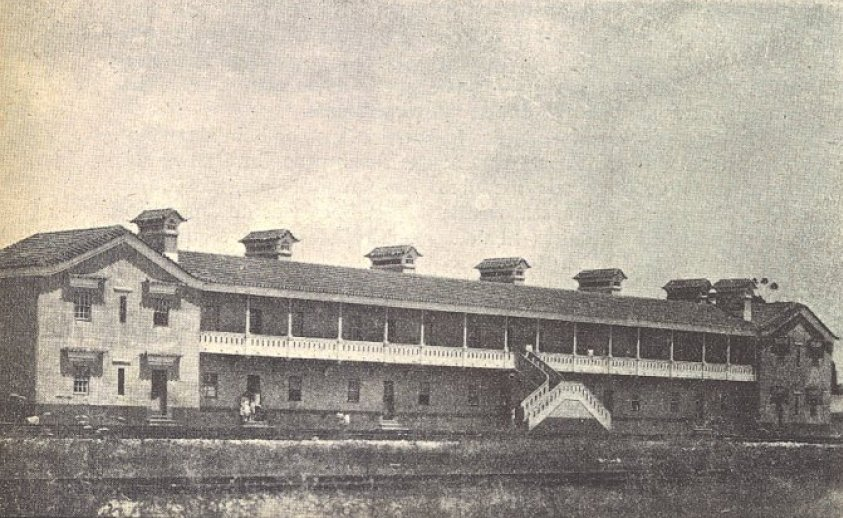
Pavilhão para habitação dos funcionários, na Estação de Reguengos de Monsaraz.

### Inauguração e primeiros anos
O Ramal de Reguengos foi inaugurado no dia 6 de Abril de 1927. Em 1934, a Comissão Administrativa do Fundo Especial de Caminhos de Ferro aprovou a construção de uma estrada de acesso à Estação de Reguengos.